# Richter (discotheek)

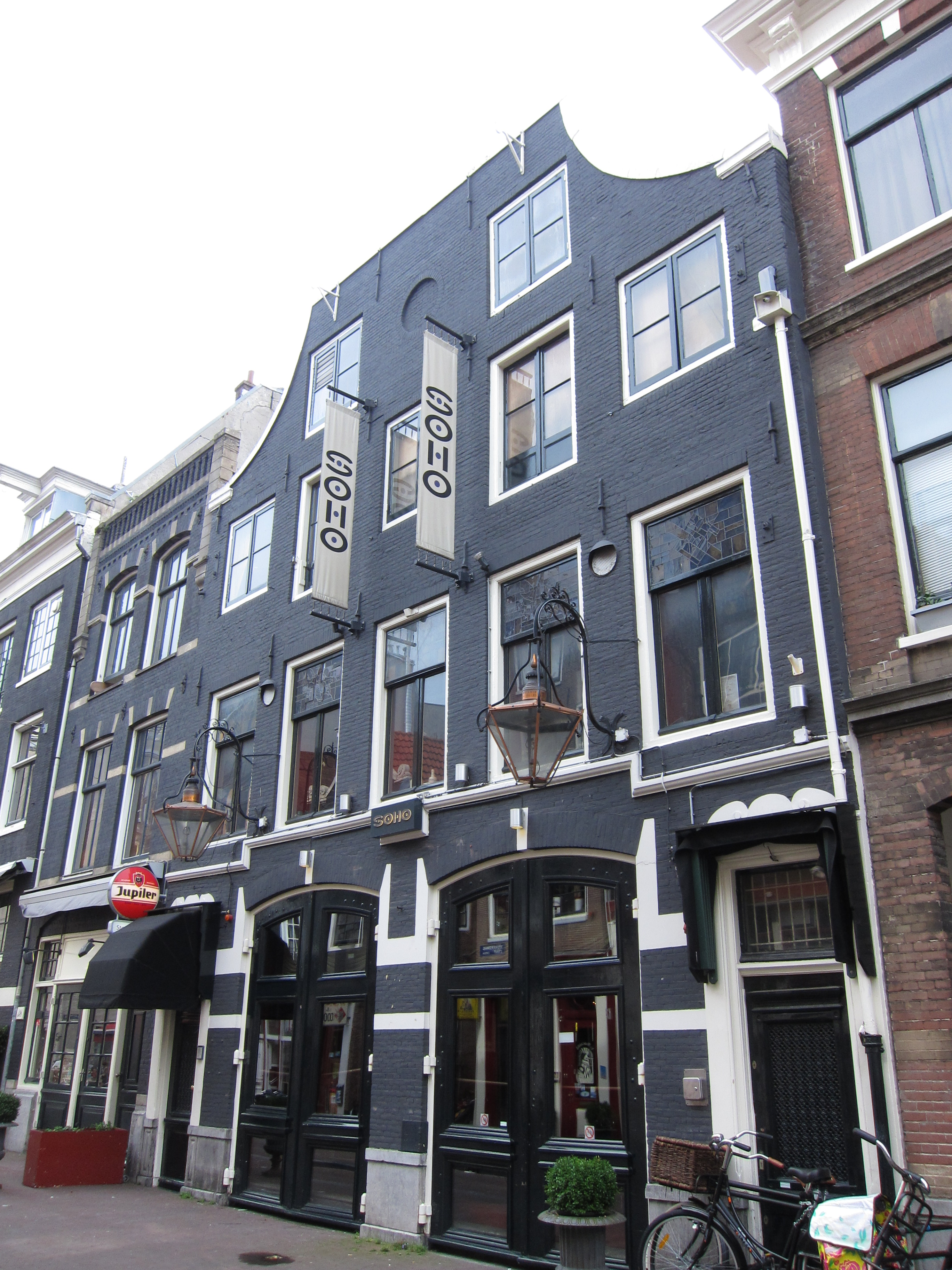
Reguliersdwarsstraat 36, waar van 1981 t/m 1996 discotheek Richter gevestigd was.

Richter (of voluit 36 op de Schaal van Richter) was van 1981 tot 1996 een discotheek aan de Reguliersdwarsstraat 36 in Amsterdam. Het interieur zag eruit als na een aardbeving: "scheuren" in muren en plafonds en "gebarsten" spiegels.

## Ontwikkeling
Richter was eigendom van de compagnons Rob Leistikow en Tjalle Kymmell, die een jaar later ook het luxe eetcafé Oblomow openden. Als manager voor de Richter namen zij Gert-Jan Dröge in dienst, die er meteen een hippe club van maakte.
Van 1983-1987 werd van hieruit RUR ("Rechtstreeks Uit Richter") uitgezonden, het eerste late night praatprogramma op de Nederlandse televisie, dat door Dröge geproduceerd en door Jan Lenferink gepresenteerd werd.

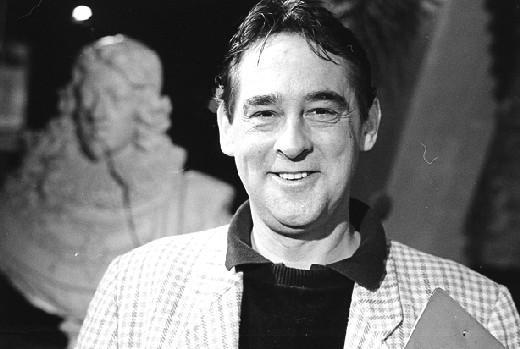
Gert-Jan Dröge in Richter

## Verkoop
In 1984 werd Oblomow overgenomen door de Groningse horecamagnaat Sjoerd Kooistra, die in dat jaar ook een optie op Richter nam. Toen Leistikow en Kymmell in 1996 discotheek Richter wilden verkopen, deed Kooistra een beroep op zijn optie. Uiteindelijk werd het voor een kleine miljoen gulden verkocht.
Richter werd toen omgedoopt in "De Rechter". Dat was echter geen succes en in 1999 liet Kooistra de zaak ombouwen tot Pub Soho, sindsdien een van de grote gaycafés van Amsterdam.